# Memorial del Comte-Duc d'Olivares

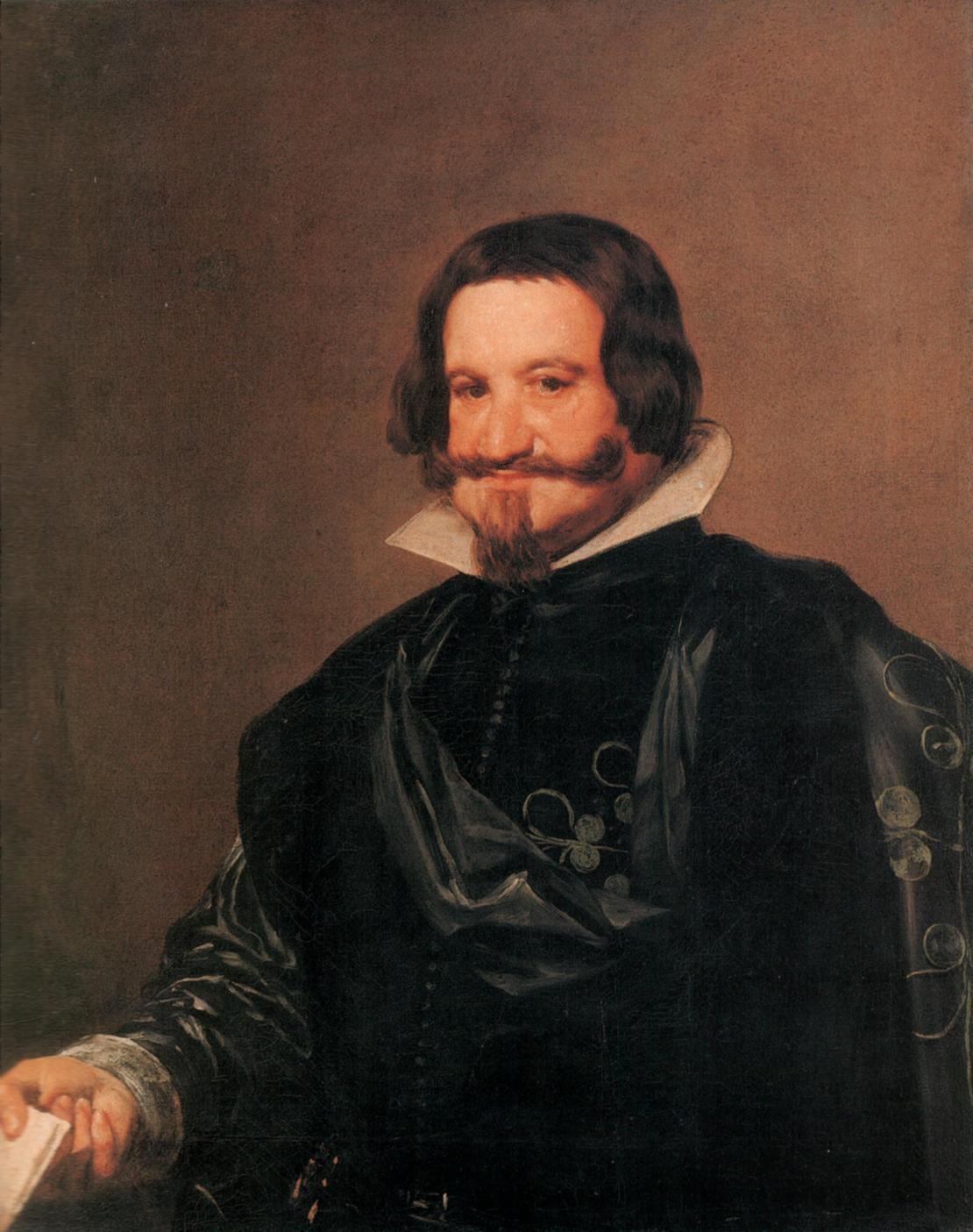
Retrat del Comte-Duc d'Olivares, pintat per Velázquez el 1635

El Gran Memorial o memorial secret del Comte-Duc d'Olivares va ser un informe confidencial, datat el 25 de desembre de 1624, elaborat pel valido Comte-Duc d'Olivares per a Felip IV d'Espanya, en el qual relatava la difícil situació per la qual travessava la Monarquia Hispànica i exposava els remeis o «acompliments» per a superar-la.

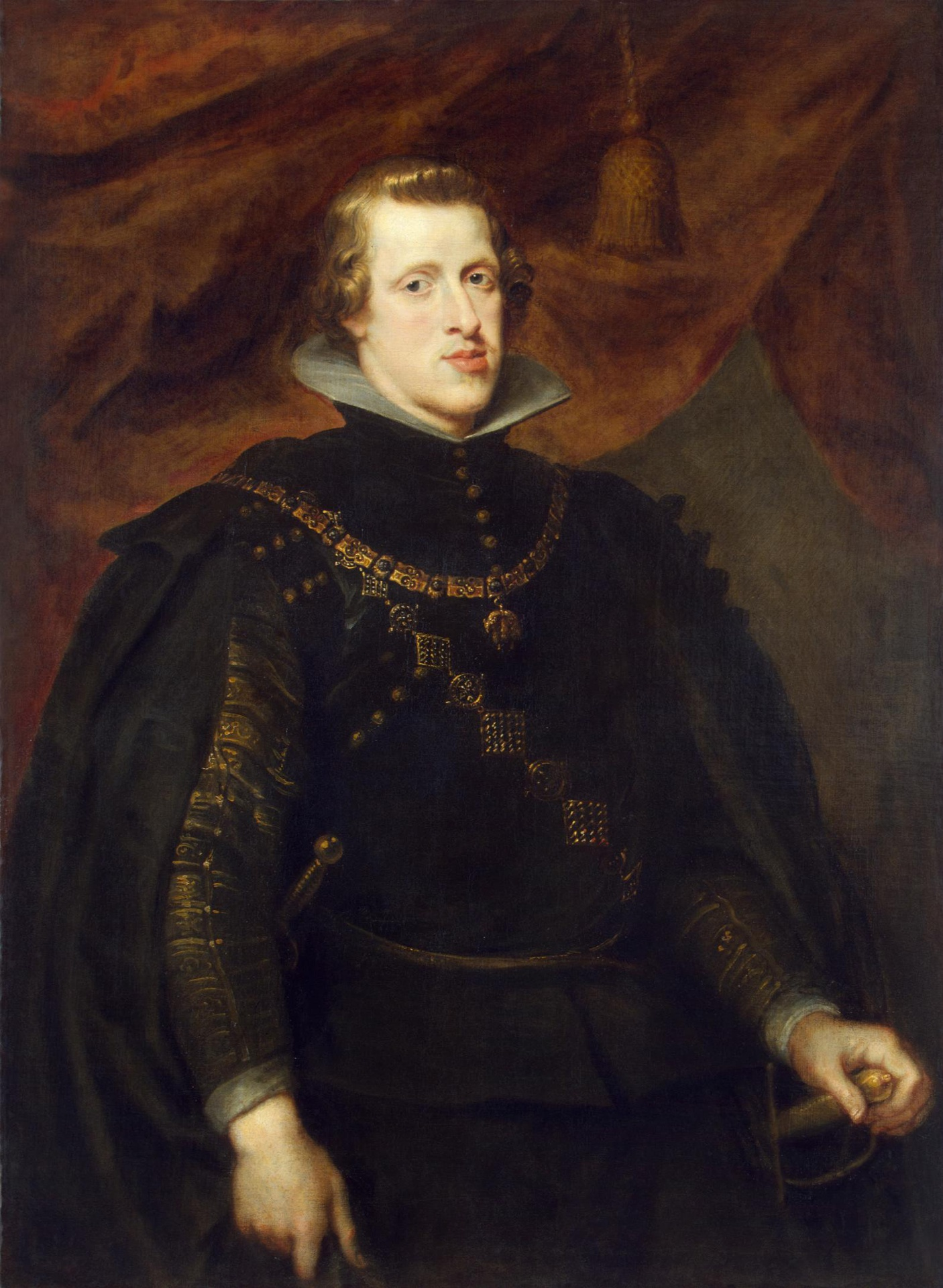
Retrat de Felip IV d'Espanya, pintat per Rubens en 1628

En síntesi, l'Olivares proposava uniformitzar les lleis i institucions dels «Regnes, Estats i Senyorius» de la monarquia composta hispànica per a aconseguir que l'autoritat del rei sortís reforçada en aconseguir en tots ells el mateix poder que tenia a la Corona de Castella.
Consta de moltes indicacions, però al paràgraf clau del document, després d'enumerar els diferents regnes, l'Olivares deia al rei que «el negoci més important de la seva Monarquia» era «reduir aquests regnes de què es compon Espanya a l'estil i lleis de Castella, sense cap diferència, que si vostra Majestat ho aconsegueix serà el Príncep més poderós del món».
La primera plasmació d'aquesta política seria el projecte d'Unió d'Armes, presentat per Olivares dos anys després, i que fracassaria en provocar, entre altres raons, la Crisi del 1640 que féu trontollar la Monarquia Hispànica —de fet el regne de Portugal aconseguiria recupear la independència, però no el Principat de Catalunya.

## Debat sobre l'autenticitat i autoria
El fet que no fos conegut pel públic abans de 1788 i que les còpies existents en biblioteques i arxius siguin molt diferents entre si i molt posteriors a la seva suposada redacció, indica que l'autoria i data d'aquest document s'han de prendre amb cura. Hi ha qui dubta que no sigui una falsificació elaborada entorn de 1700.
Ara bé, la política posterior a la suposada redacció del Memorial encaixa perfectament amb allò que s'hi proposa.

## Antecedents

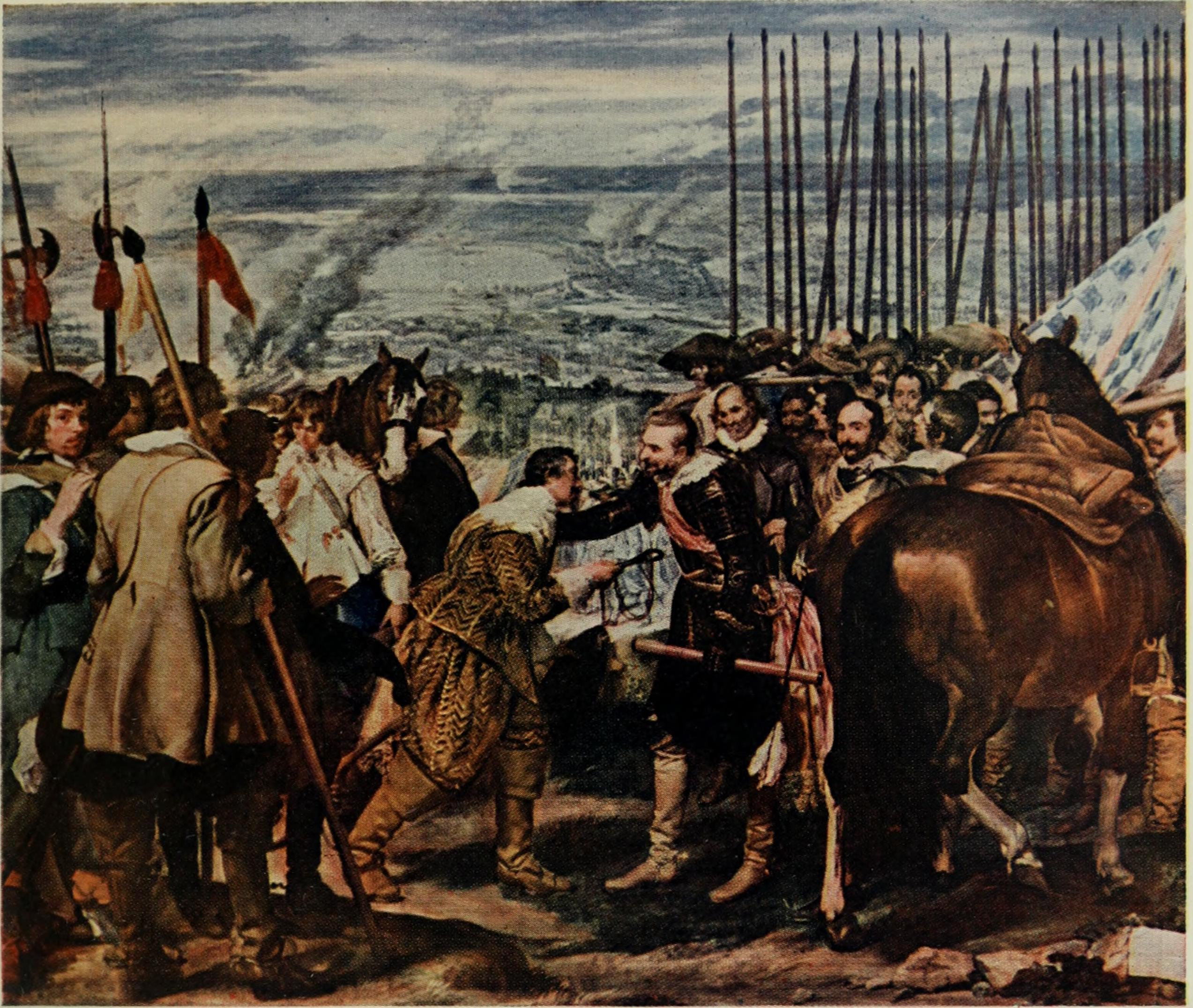
Rendició de Breda

L'esclat de la Guerra dels Trenta Anys i la depressió econòmica que afectà bona part d'Europa al s. XVII, feu que els governants de les monarquies compostes es plantegessin assolir una major cohesió i uniformitat. Consideraren que la diversitat inherent a aquest tipus de monarquia era un obstacle per a un govern eficaç quan calia mobilitzar al màxim els recursos i augmentar els ingressos de les hisendes reials per fer front a guerres cada cop més costoses, fruit de la revolució militar de l'Edat Moderna. Per exemple, els consellers de Lluís XIII de França van insistir a aplicar el sistema dels pays d'élections, on l'autoritat del monarca era molt més àmplia que en el sistema dels pays d'états. És en aquest context que se situa el projecte d'Olivares resumit en l'aforisme Multa regna, sed una lex, «Molts regnes, però una llei».
No hi pot haver dubtes pel que fa a la naturalesa d'aquella lex. Calia que fos inevitablement la llei de Castella, on el poder del rei era més efectiu que a qualsevol província que mantingués encara les seves tradicionals llibertats. De fet, la castellanització sol·licitada des de feia temps per alguns sectors influents, seria ara la política oficial del rei d'Espanya.
Elliott (1982, p. 179) 
La nova política proposada per l'Olivares suposava modificar el model polític de la monarquia composta dels Àustries en el sentit d'uniformitzar les lleis i institucions de tots els seus «Regnes, Estats i Senyorius» per aconseguir que el rei hi tingués el mateix poder del que gaudia a Castella. Tot això va quedar plasmat al memorial secret preparat per Olivares per a Felip IV, datat el 25 de desembre de 1624, en què després de fer una detallada descripció del sistema de govern de la Monarquia Catòlica i dels greus problemes que l'afligien, exposava els remeis, que van quedar resumits en un paràgraf clau que deia:
Tingueu vostra Majestat pel negoci més important de la vostra monarquia, el fer-vos Rei d'Espanya: vull dir, Senyor, que no s'acontenti vostra Majestat amb ser Rei de Portugal, d'Aragó, de València, Comte de Barcelona, sinó que treballi i pensi, amb consell mudat i secret, per reduir aquests regnes de què es compon Espanya a l'estil i lleis de Castella, sense cap diferència, que si la vostra Majestat ho aconsegueix serà el Príncep més poderós del món.

Elliott (1982, p. 179)

### Influència posterior
El pensador i escriptor del segle xviii Melchor de Macanaz va manifestar rebuig a la figura del Comte-duc, les postures polítiques del qual va acusar de tiràniques i obtsuses. Tot i això, algunes de les pròpies propostes polítiques guarden paral·lelismes amb les del Memorial del Comte-duc
Antonio Cánovas del Castillo, historiador i president del govern durant la Restauración borbónica, reproduí alguns dels paràgrafs més coneguts en el seu llibre Estudios del reinado de Felipe IV publicat el 1888. Més tard, en Cànovas va considerar que el memorial havia de llegir-se com un manifest en el qual s'establien les bases del projecte d'Estat nació espanyol del valido de Felip IV.